# Colona angusta
Colona angusta är en malvaväxtart som först beskrevs av Jean Baptiste Louis Pierre, och fick sitt nu gällande namn av Karl Ewald Maximilian Burret. Colona angusta ingår i släktet Colona och familjen malvaväxter. Inga underarter finns listade i Catalogue of Life.